# Asura anomala
Asura anomala är en fjärilsart som beskrevs av Henry John Elwes 1890. Asura anomala ingår i släktet Asura och familjen björnspinnare. Inga underarter finns listade i Catalogue of Life.